# 水星の太陽面通過

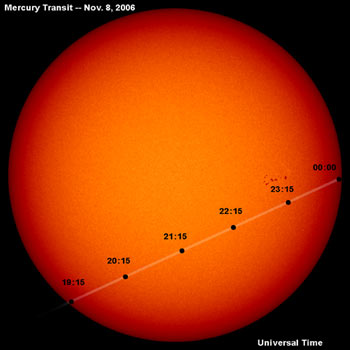
2006年11月8日に観測された水星の太陽面通過

地球における水星の太陽面通過（すいせいのたいようめんつうか）は、水星が地球と太陽のちょうど間に入る天文現象である。21世紀では2003年、2006年、2016年、2019年に起こった。次は2032年に起こり、日本でも観測が可能である。日面通過や日面経過、太陽面経過とも呼ばれる。

## 経過と観測
太陽面通過の間、水星は太陽を横切っていく小さな黒い円盤のように見える。水星は太陽の東から太陽に近づき、太陽面を東から西へ横切っていく。太陽面通過の際の水星の見かけの大きさは太陽の1/150以下と小さく、太陽黒点と区別が付けにくいこともある。しかし、黒点が不規則な形なのに対し水星は完全な円でさらに黒点より暗く見えるので区別できるだろう。
太陽面は極めて明るいため、肉眼で直接見ることは危険である。双眼鏡や望遠鏡で見ることはさらに危険で視力に恒久的な障害が残り、失明する可能性もある。水星の太陽面通過を観測するには望遠鏡を用いて太陽の像を投影版に投影したり、望遠鏡にフィルターを付けて太陽面を観察したりする方法がある。水星の見かけの大きさが小さすぎるため金星の太陽面通過の場合のように特別な眼鏡やフィルター、日食グラスなどを使って肉眼で観測することは難しい。

## 頻度
地球から観測すると、水星の太陽面通過は1世紀に13回か14回の割合で起こる。これは明らかに金星の太陽面通過よりもずっと頻度が高い。その理由の一部は水星が金星よりも太陽に近い軌道を回っており、軌道上を公転する速度がより速いことにある。
水星の太陽面通過が起こる可能性があるのは5月10日の前後か、11月10日の前後のみである。これは、水星が地球の軌道平面を横切る点である昇交点や降交点を通過するのがこの時期であるためである。この時期以外は太陽と水星、地球が完全に一直線に並ばないため水星の太陽面通過は起こらない。水星の昇交点や降交点の黄経の値はゆっくりと大きくなっていくため、水星の太陽面通過が起こる日付もゆっくりと遅くなっていく。3426年以降は、水星の太陽面通過は6月と12月に起こるようになる。
11月の太陽面通過は7年、13年、あるいは33年の間隔を置いて起こる。5月の太陽面通過が起こる間隔は13年か33年のみである。13年周期、あるいは46年周期で似たような特徴を持つ太陽面通過が繰り返される。これは地球が13回公転する間に水星はほぼ54回公転し、また地球が46回公転する間に水星はほぼ正確に191周するからである。両方を合わせると3年、4年、6年、7年、10年、13年といった間隔で起こる。
以下の表を見ると分かるように、水星の太陽面通過は5月よりも11月により頻繁に起こる。これは水星の軌道の離心率が大きいことから説明できる。11月の太陽面通過の頃は、水星は5月の太陽面通過よりも地球から遠くにある。太陽面通過の時は水星が太陽と地球の間に入っていることから内合であるため、11月のほうが水星は太陽に近いことになる。従って5月には角速度が11月よりも小さく、太陽面通過が長く続くことになる。
5月の太陽面通過では水星は遠日点の近くに位置し、角直径は12″である。11月の太陽面通過では水星は近日点の近くにあり、角直径は10″である。

## 過去と未来の太陽面通過
水星の太陽面通過が最初に観測されたのは1631年11月7日のことで、観測者はピエール・ガッセンディだった。彼はそれから1ヶ月後に金星の太陽面通過を観測しようとして失敗したがそれは彼が不正確な天文計算表を使っており、パリを含むヨーロッパの多くで観測できないことに気付かなかったからだった。金星の太陽面通過はエレミア・ホロックスによって1639年に観測されるまで見られなかった。
| 太陽面通過の 中央時間の日付 | 時間（UTC） | 時間（UTC） | 時間（UTC） | 備考                                                                               |
| 太陽面通過の 中央時間の日付 | 開始        | 中央        | 終了        | 備考                                                                               |
| --------------------------- | ----------- | ----------- | ----------- | ---------------------------------------------------------------------------------- |
| 1907年11月14日              | 10:24       | 12:07       | 13:50       |                                                                                    |
| 1914年11月7日               | 09:57       | 12:03       | 14:09       |                                                                                    |
| 1924年5月8日                | 21:44       | 01:41       | 05:38       |                                                                                    |
| 1927年11月10日              | 03:02       | 05:46       | 08:29       |                                                                                    |
| 1937年5月11日               | 08:53       | 08:59       | 09:06       | 部分的な太陽面通過が南アフリカ、南アラビア、南アジアと西ヨーロッパでだけ見られた。 |
| 1940年11月11日              | 20:49       | 23:21       | 01:53       |                                                                                    |
| 1953年11月14日              | 15:37       | 16:54       | 18:11       |                                                                                    |
| 1957年5月6日                | 23:59       | 01:14       | 02:30       |                                                                                    |
| 1960年11月7日               | 14:34       | 16:53       | 19:12       |                                                                                    |
| 1970年5月9日                | 04:19       | 08:16       | 12:13       |                                                                                    |
| 1973年11月10日              | 07:47       | 10:32       | 13:17       |                                                                                    |
| 1986年11月13日              | 01:43       | 04:07       | 06:31       |                                                                                    |
| 1993年11月6日               | 03:06       | 03:57       | 04:47       |                                                                                    |
| 1999年11月15日              | 21:15       | 21:41       | 22:07       | 部分的な太陽面通過がオーストラリア、南極、ニュージーランドの南島で見られた。       |
| 2003年5月7日                | 05:13       | 07:52       | 10:32       |                                                                                    |
| 2006年11月8日               | 19:12       | 21:41       | 00:10       |                                                                                    |
| 2016年5月9日                | 11:12       | 14:57       | 18:42       |                                                                                    |
| 2019年11月11日              | 12:35       | 15:20       | 18:04       | アメリカ、フランス、イスラエル、クウェートなどで観測                               |
| 2032年11月13日              | 06:41       | 08:54       | 11:07       |                                                                                    |
| 2039年11月7日               | 07:17       | 08:46       | 10:15       |                                                                                    |
| 2049年5月7日                | 11:03       | 14:24       | 17:44       |                                                                                    |
| 2052年11月9日               | 23:53       | 02:29       | 05:06       |                                                                                    |
| 2062年5月10日               | 18:16       | 21:36       | 00:57       |                                                                                    |
| 2065年11月11日              | 17:24       | 20:06       | 22:48       |                                                                                    |
| 2078年11月14日              | 11:42       | 13:41       | 15:39       |                                                                                    |
| 2085年11月7日               | 11:42       | 13:34       | 15:26       |                                                                                    |
| 2095年5月8日                | 17:20       | 21:05       | 00:50       |                                                                                    |
| 2098年11月10日              | 04:35       | 07:16       | 09:57       |                                                                                    |

## 特殊な太陽面通過

### かすめるだけの太陽面通過
時には水星が太陽をかすめていくだけの場合もある。この場合、地球上のある地域では完全な太陽面通過が見られるが、他の地域では部分的な太陽面通過（第2接触と第3接触が無い）しか見られないことがある。1999年11月15日の太陽面通過はそのような現象であり、その前は743年10月28日だった。次に起こるそのような現象は2391年5月11日に見られる。
世界のある地域では部分的な水星の太陽面通過が見られるが、他の地域は水星が太陽のそばを通り過ぎるだけということも有り得る。そのような現象が最後に起こったのは1937年5月11日であり、その前は1342年10月21日だった。次にそのような現象が起こるのは2608年5月13日である。

### 同時太陽面通過
水星の太陽面通過と金星の太陽面通過が同時に起こるのは極めて稀であり、次に起こるのは69163年7月26日と224508年3月27日である。
水星の太陽面通過と日食が同時に起こることも非常に珍しい。水星の太陽面通過中に日食が起こるのは次は6757年7月5日であり、シベリア東部で見ることができる。

### その他
紀元前90353年2月1日14時10分から始まる水星の太陽面通過は、前後1週間の間に8回も天体の太陽面通過がある特殊な1週間である。1日に月と地球で水星の太陽面通過、3日に土星で水星の太陽面通過、7日に地球と月と土星で金星の太陽面通過、8日に土星で月と地球の同時太陽面通過が発生している。